# Believe (zespół muzyczny)
Believe – polski zespół grający rock progresywny. Wśród jego założycieli było trzech muzyków grupy Collage. Zespół powstał z inicjatywy gitarzysty Mirka Gila i Przemka Zawadzkiego a wokalistą został Tomek Różycki, który śpiewał na pierwszej płycie Collage, Baśnie.
Rockowe brzmienie Believe wzbogacone jest o dźwięk skrzypiec japońskiej skrzypaczki Satomi. W 2006 roku ukazał się debiutancki album grupy Hope to see another day wydany w Szwajcarii. Po nagraniu drugiej płyty Yesterday Is a Friend zespół opuścił Różycki, a zastąpił go Karol Wróblewski. W kwietniu 2014 zapowiedziano powrót do zespołu Różyckiego.

## Muzycy
|  | Obecny skład zespołu - Mirosław Gil – gitara (od 2004) - Jinian Wilde - wokal (od 2024) - Przemysław Zawadzki – gitara basowa (od 2004) - Satomi – skrzypce (od 2004) - Maciej Caputa – perkusja, pianino (od 2024) |  | Byli członkowie zespołu - Tomasz Różycki – śpiew, gitara (2005–2008, 2014–2015) - Karol Wróblewski – śpiew (2008–2014) - Adam Miłosz – instrumenty klawiszowe (2005–2008) - Vlodi Tafel – perkusja (2005–2014) - Konrad Wantrych – instrumenty klawiszowe (2008–2016) - Maciej Kosiński – śpiew (2015–2016) - Łukasz Tomczak – perkusja (2015–2016) - Łukasz Ociepa - śpiew (2017–2019) - Julia Chmielnik – śpiew (2016) - Robert Kubajek – perkusja (2016-2024) |

## Dyskografia
| Albumy studyjne - Hope to See Another Day (2006) - Yesterday Is a Friend (2008) - This Bread Is Mine (2009) - World Is Round (2010) - The Warmest Sun in Winter (2013) - Seven Widows (2017) - Destination (2020) - The Wyrding Way (2024) Albumy koncertowe - Live at the 1st Oskar Art Rock Festival 2006 (2009) |  | Albumy wideo - Hope to See Another Day Live (DVD, 2008) - Seeing is Believing (DVD, 2012) Kompilacje różnych wykonawców - The Witcher (2007) |